# Instandsetzungszentrum 13
Das Instandsetzungszentrum 13 (InstZ 13), bis 31. März 2014 als Systemzentrum Avionik (SysZ Avionik) bezeichnet, ist eine am 1. Januar 2009 in der Untertageanlage in der Welfen-Kaserne bei Landsberg aufgestellter Truppenteil der Bundeswehr (Luftwaffe).

## Geschichte
Das Instandsetzungszentrum 13 ist als Kompetenzzentrum für Instandhaltung und zum Erhalt der Erkenntnis- und Beurteilungsfähigkeit der Streitkräfte im Bereich der Avionik aus verschiedenen Luftwaffeninstandhaltungsgruppen hervorgegangen. Dabei wurden im Systemzentrum Avionik die Aufgaben der zum 31. Dezember 2008 aufgelösten Luftwaffeninstandhaltungsgruppe 13 (Landsberg), die bisher schon den Schwerpunkt der Avionik-Instandhaltung bildete, sowie die Avionik-Komponenten der ebenfalls zum 31. Dezember 2008 aufgelösten Luftwaffeninstandhaltungsgruppen 11 (Neckarnzimmern), 12 (Ummendorf) und 24 (Wunstorf) konzentriert.
Das Systemzentrum Avionik war dem Waffensystemunterstützungszentrum 1 auf dem Fliegerhorst Erding unterstellt. Gemäß den Feinausplanungen zum Stationierungskonzept der Luftwaffenstruktur 6 sollte das Systemzentrum Avionik nach 2012 an den Standort des damaligen Luftwaffeninstandhaltungsregimentes 1 in Erding verlegt werden.
Im Rahmen der Stationierungsentscheidung vom Oktober 2011 wurde durch Verteidigungsminister Thomas de Maizière allerdings festgelegt, dass das Systemzentrum Avionik am Standort verbleibt und dem neu aufgestellten Waffensystemunterstützungszentrum 1 unterstellt wird.
Im Rahmen der Neuausrichtung der Bundeswehr wurde zum 1. April 2014 das Systemzentrum Avionik (SysZ Avionik) in das Instandsetzungszentrum 13 (InstZ 13) umgegliedert.

## Auftrag
Den Kern des Auftrages des Instandsetzungszentrum 13 (InstZ 13) bildet die Instandsetzung von elektronischen und optronischen Geräten der Avioniksysteme verschiedener Luftfahrzeuge der Bundeswehr in allen Materialerhaltungsstufen. Dieser Auftrag beinhaltet aber auch die Reparatur der zur Instandsetzung erforderlichen Prüf- und Messmittel, in der Regel automatische Prüfsysteme, sowie die Erstellung, Pflege und Änderung der Testsoftware.
Daneben umfasst das Instandsetzungszentrum 13 allerdings auch Spezialisten und Ingenieure die zum Erhalt der Erkenntnis- und Beurteilungsfähigkeit der Luftwaffe im Bereich der Avionik beitragen und aus einer reinen Instandhaltungsgruppe ein Systemzentrum machen. So zählt neben dem reinen Instandsetzungsauftrag auch die fachtechnische Unterstützung und Bereitstellung von Fachexpertise für übergeordnete Dienststellen, wie dem Waffensystemkommando der Luftwaffe und Ämter im Bereich der Rüstung und Beschaffung, wie dem Bundesamt für Ausrüstung, Informationstechnik und Nutzung der Bundeswehr, zum Auftrag des InstZ 13. Auch die Konstruktion und Fertigung von speziellen Geräten und Kleinstserien für die Bundeswehr im Gebiet der Avionik und Bodenprüfsysteme gehört zum Aufgabenspektrum des Zentrums.
Neben den technischen Instandsetzungsauftrag und der Beurteilungsfähigkeit gehört auch die Ausbildung des eigenen Personals zu den Aufgaben des Instandsetzungszentrums.

## Betreute Waffensysteme
Beim Instandsetzungszentrum 13 werden derzeit Baugruppen, sogenannte Line Replaceable Units (LRU), und Module/Unterbaugruppen, sogenannte Shop Replaceable Units (SRU), schwerpunktmäßig aus dem Waffensystem Panavia TORNADO aber auch aus anderen fliegenden Waffensystemen der Bundeswehr instand gehalten und fachtechnisch betreut.